# Fiske Avisen
Fiske Avisen er et dansk tidsskrift om lystfiskeri i avisformat, som udkommer tolv gange om året med nyheder, fangstrapporter og artikler primært omhandlende dansk lystfiskeri. Avisen er den største inden for lystfiskeri i Danmark.
Avisen blev grundlagt i 1988 af Tommy Pedersen og Allan Zeuten. Førstnævnte var tidligere lokalredaktør på Fisk og Fri, og havde desuden skrevet fiskespalten i Helsingør Dagblad.